# Manolo Quejido
Manolo Quejido (Sevilla, 1946) es un pintor y artista gráfico español. Formó parte de lo que la crítica ha llamado, la Nueva figuración madrileña, un movimiento que aparece a finales de la década de los 70. 
Representantes de la Nueva figuración madrileña son entre otros: Alfonso Albacete (Antequera, 1950), Juan Antonio Aguirre (Madrid, 1945), Carlos Alcolea (La Coruña, 1949), Rafael Pérez Mínguez, Chema Cobo (Tarifa, 1952), Guillermo Pérez Villalta (Tarifa, 1945) o Luis Gordillo (Sevilla, 1934).

## Evolución artística
Procedente de Sevilla se traslada a vivir a Madrid en 1964, fecha en la que comienza a pintar. Los diez años siguientes lleva a cabo una experimentación con los lenguajes de vanguardia del momento. Su trabajo inicial se sitúa en el ámbito del experimentalismo artístico ligado al compromiso político propio de la escena artística española de los años 70, formando en esta época parte del grupo de artistas que exponen en la galería Buades de Madrid. Quejido se preocupa por la poesía concreta y la necesidad de reflexionar sobre la función social del arte. En este primer periodo de su trayectoria se registra una clara huella del grupo artístico Equipo 57, y siguiendo el ejemplo del grupo desarrollará obra en el marco del Seminario de Generación Automática de Formas Plásticas del Centro de Cálculo de la Universidad de Madrid. 
El quehacer artístico de Quejido posteriormente se sitúa entre el Pop Art y la pintura neoexpresionista. Recibe sobre todo la influencia del pop, de la mano de artistas como Andy Warhol, Ronald Kitaj o David Hockney. Su obra se caracteriza por un colorido vivo y desenfadado cargado de una alegría vital despreocupada y festiva, el suyo es un arte de pincelada vibrante. En la obra de Quejido hay una reacción frente al oscurantismo y la gravedad existencialista propia del anterior informalismo. Su actitud es irónica y provocadora.

## Museos y colecciones.
Su obra se encuentra en numerosos museos y colecciones públicas y privadas, entre los cuales se encuentran:
- Museo Nacional Centro de Arte Reina Sofía, Madrid.
- Biblioteca Nacional de España, Madrid.
- Museo de Crevillente, Alicante.
- Colección de Arte Contemporáneo, Madrid.
- Centro Atlántico de Arte Moderno, Las Palmas de Gran Canaria.
- Fundación de la Caixa de Pensions, Barcelona.
- Banco Zaragozano, Madrid.
- Fundación Argentaria, Madrid.
- Museo Marugame Hirai, Kagawa, Japón.
- Gobierno Vasco, Vitoria.
- Colección Banco de España, Madrid.
- Fundación ICO, Madrid.
- Fundación Coca Cola